# Chrám svatého Rastislava (Bratislava)
Chrám svatého Rostislava v Bratislavě je pravoslavným chrámem v hlavním městě Slovenské republiky. Nachází se na Tomášikově ulici v Bratislavě v městské části Ružinov.

## Historie chrámu
Tento pravoslavný chrám se začal stavět pro potřeby rostoucího počtu pravoslavných křesťanů v Bratislavě. Ti měli k dispozici bývalý římskokatolický chrám v Podhradí, který však kapacitně pro potřeby pravoslavné církve nestačil.
Pozemek pro nový pravoslavný chrám posvětil ruský pravoslavný patriarcha Alexej II. v roce 1996. Základní kámen chrámu posvětil konstantinopolský ekumenický patriarcha Bartoloměj II. během své návštěvy Slovenska.
Stavbu chrámu začala realizovat firma, jejímž společníkem byl Alexander Belousov, manžel tehdejší poslankyně a členky SNS Anny Belousovové v roce 2002. Pro finanční problémy a velké dluhy byla stavba od roku 2003 zastavena. Začala chátrat a stala se útočištěm bezdomovců. Mnohé její části byly rozkradeny.
Díky sbírkám a úsilí pravoslavných věřících byly v roce 2007 dluhy vyrovnány a pokračovalo se ve stavebních pracích. Slavnostní vysvěcení chrámu se uskutečnilo 12. května 2013 v přítomnosti pravoslavného duchovenstva ze Slovenské republiky, ale i ze zahraničí.

## Architektura
Stavba je postavena v byzantském architektonickém stylu s využitím některých moderních prvků. Autorem projektu je Ing. arch. Milan András. Jde o stavbu z monolitního železobetonu. Střecha je pokryta měděným plechem. Chrám má jeden hlavní vchod a dva vedlejší vchody. Nejvyšší kupole dosahuje výšky 26 metrů.
Ikonostas chrámu je z dubového dřeva, jehož životnost je až 1200 let. Jde o klasický řadový ikonostas, který sestává z pěti řad. Jeho autory jsou Michal Švajko a Radovan Kendereš.